# Ансельм Нонантолский
Ансельм Нонантолский (святой Ансельм; итал. Anselmo di Nonantola; первая половина VIII века — 3 марта 803, Нонантола) — сначала герцог Фриуля (середина VIII века), затем первый аббат Нонатолы (752/753—803). Святой, преподобный Моденский, почитаемый в Римско-католической церкви (день памяти — 3 марта). Один из наиболее выдающихся представителей раннесредневекового итальянского монашества.

## Исторические источники
Об обстоятельствах жизни Ансельма Нонантолского сообщают несколько нарративных источников. «Житие Ансельма» («Vita Anselmi») было создано в XI веке, а сведения об этом святом в двух изводах «Каталога аббатов Нонантолы» («Catalogus abbatum Nonantulanorum») датируются X и XI веками. Об основании Ансельмом монастырей упоминается в «Салернской хронике». О его деятельности как настоятеля сообщается в нескольких папских буллах и хартиях лангобардских правителей, однако часть этих документов являются подложными.
Ансельм Нонантолский — единственный из святых лангобардского периода истории Италии, упоминающийся в заслуживающих доверия средневековых источниках, так как часть сведений о нём основана на свидетельствах, записанных вскоре после происходивших событий.

## Биография

### Происхождение
Предположительно, Ансельм родился в первой половине VIII века. О его происхождении достоверных сведений в средневековых источниках не сохранилось. В хартиях, датированных 797 и 820 годами, некий Адоин, владевший имуществом в Вероне и Виченце, назван братом Ансельма и сыном Вехтари. Вероятно, этот Вехтари мог быть потомком одноимённого фриульского герцога. Не исключается возможность, что по материнской линии Ансельм был связан родственными узами с семьёй лангобардского короля Лиутпранда. Достоверно известно, что сестра Ансельма Гизельтруда была супругой короля Айстульфа. Все эти факты позволяют отнести семью Ансельма к высшим слоям лангобардской знати.

### Герцог Фриуля
В житиях Ансельма упоминается, что он долгое время воевал под начальством своего зятя Айстульфа. Вероятно, эти военные действия происходили тогда, когда Айстульф ещё не овладел лангобардским престолом. При короле Ратхисе Ансельм мог управлять герцогством Ченеда, а после того как его зять в 749 году стал королём лангобардов, унаследовать от него власть над Фриульским герцогством. Преемником же Ансельма в Ченеде мог быть герцог Урс.
Ансельм лишь непродолжительное время был правителем Фриульского герцогства. Будучи очень верующим человеком, он уже в 749 или в 750 году отрёкся от власти, передав правление герцогством Петру.

### Основание монастыря в Нонантоле

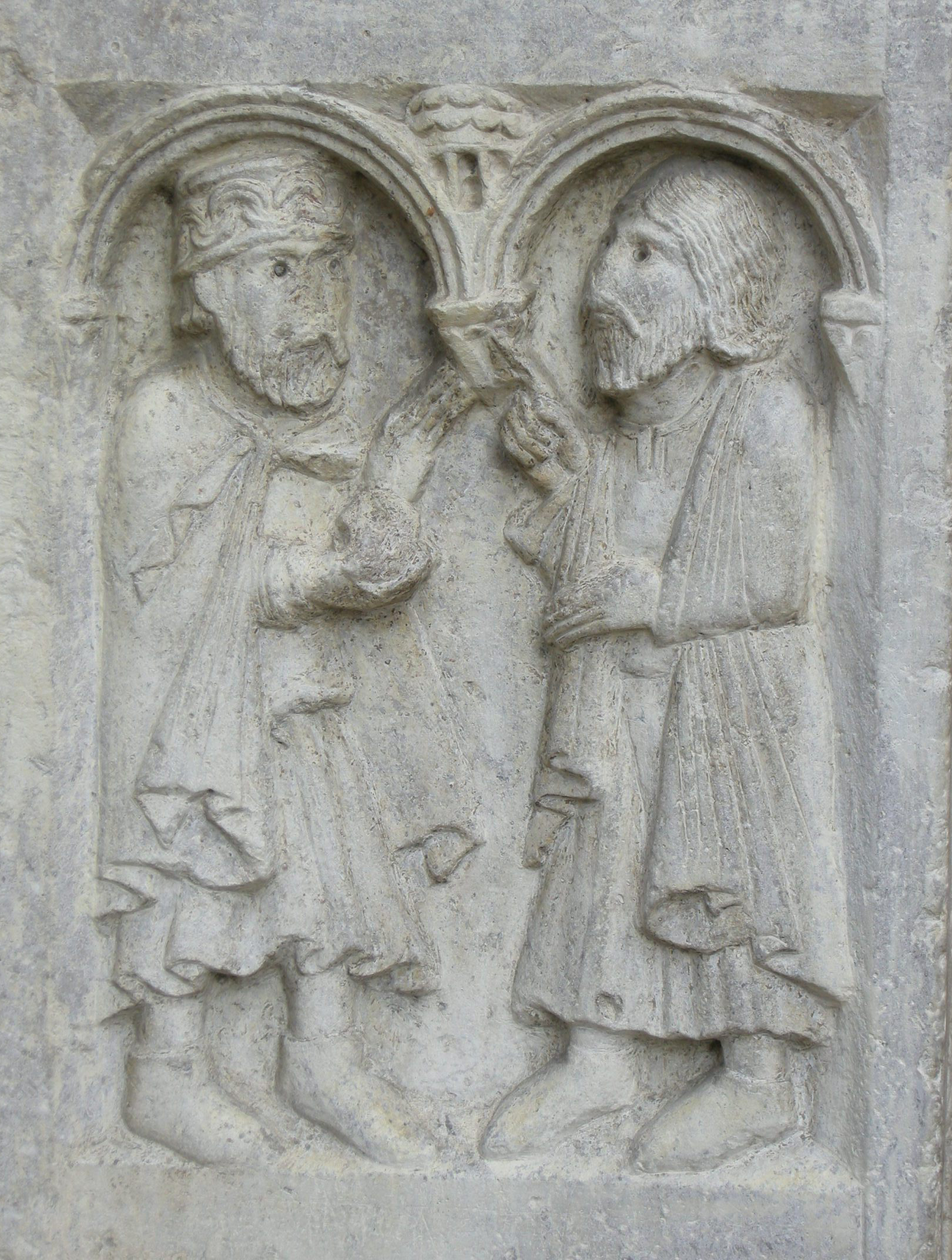
Вилигельмо. Король Айстульф и аббат Ансельм (рельеф XII века)

Отказавшись от светской жизни, Ансельм принял духовный сан и присоединился к бенедиктинцам. В 749 или 750 году он основал монастырь в Фанано, а в 751 или в 752 году — монастырь в Нонантоле. По свидетельству житий святого, и в первом, и во втором случае земельные участки под обители Ансельму были предоставлены королём Айстульфом, однако в отношении монастыря в Фанано в этом имеются серьёзные сомнения.
В составленном в Нонантолском аббатстве сборнике пожертвований обители («Libellus defundatione monasterii») приведены документы, подтверждавшие права Ансельма на владение двумя церквями, расположенными на ранее заброшенных землях, только недавно отвоёванных Айстульфом у византийцев. Первый из документов, датированный 8 октября 751 или 752 года, подписан епископом Реджио Геминианом, второй (от 753 года) — королём Айстульфом и архиепископом Равенны Сергием. Вероятно, оба документа — позднейшие фальсификации, так как в них игнорируется подчинённость настоятеля Нонантолы епископам Модены, на территории епархии которой находилось аббатство.
Согласно агиографическим источникам, в 752 или 753 году Ансельм в сопровождении короля Айстульфа прибыл в Рим. Здесь он передал папе Стефану II (III) в дар монастырь в Нонантоле, взамен получив от понтифика должность первого настоятеля обители, а также разрешение ввести в аббатстве бенедиктинский устав. В 756 году он также получил от папы римского в дар мощи святого Сильвестра I, о чём упоминалось в датированной 776 годом булле папы римского Адриана I. Средневековые источники также свидетельствуют, что занимая пост настоятеля Нонантолы, Ансельм основал много приютов, в которых бедные и больные находились на попечении монастырской братии.

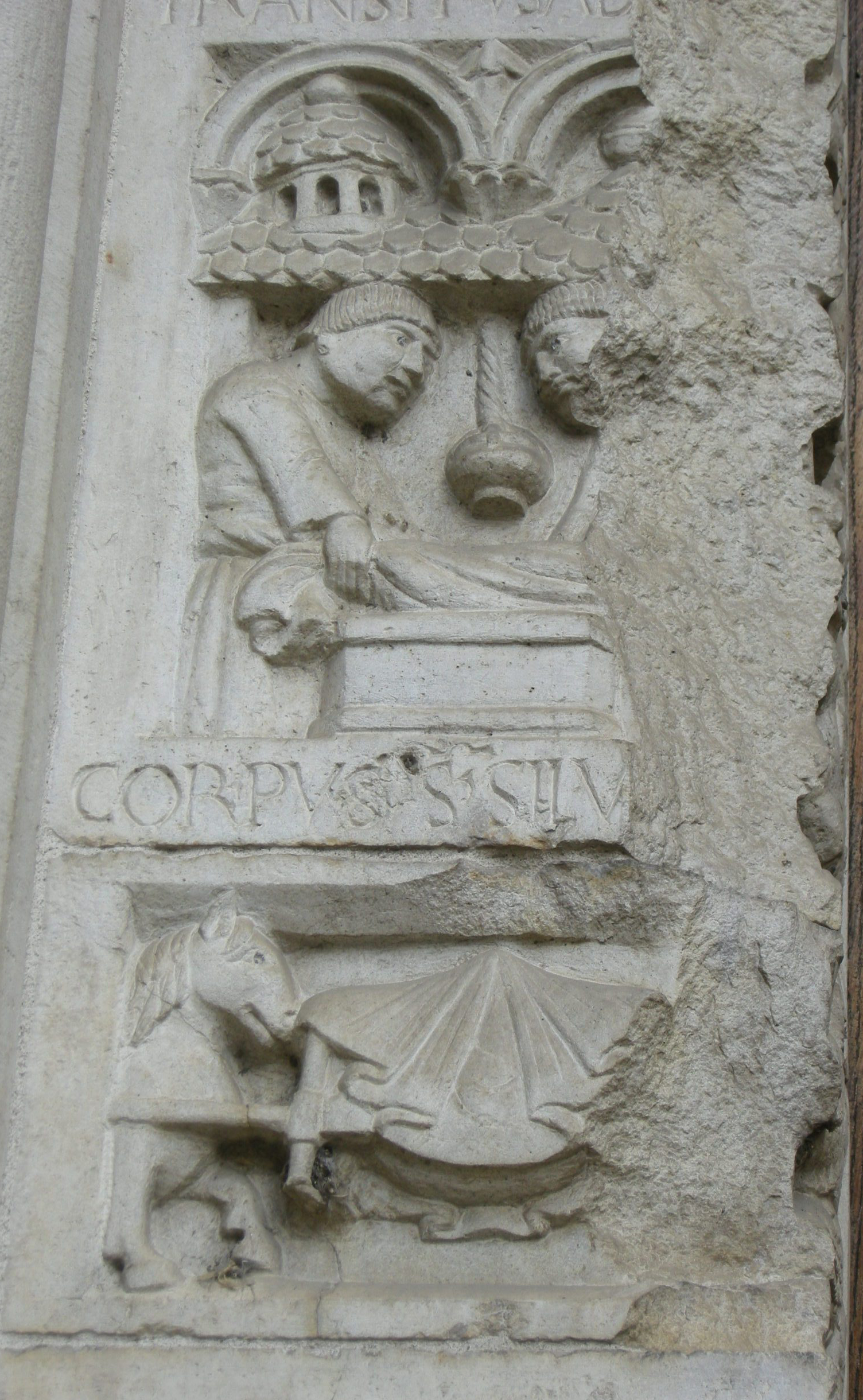
Вилигельмо. Перенесение мощей святого Сильвестра в Нонантолу (рельеф XII века)

Однако по сообщениям источников светского характера, Ансельм получил мощи святого Сильвестра не от папы римского, а от короля Айстульфа, когда тот в декабре 755 года — январе 756 года во время осады Рима разграбил раннехристианские катакомбные погребения вдоль Соляной дороги.
Хотя папская булла 776 года считается подделкой, о получении мощей святого Сильвестра аббатством в Нонантоле в 756 году упоминается в одном не вызывающем сомнения документе. Согласно этому источнику, в октябре или ноябре этого года епископ Болоньи Роман и епископ Реджио Аполлинарий принимали участие в торжественной церемонии освящения церковного алтаря, в связи с чем обитель в Нонантоле получила название в честь этого святого — аббатство Святого Сильвестра. Вероятно, руководимое Ансельмом аббатство было не единственным итальянским монастырём, обладавшим реликвиями святого папы Сильвестра I, так как в 761 году Стефан II (III) передал часть мощей этого святого одной из римских обителей.

### В изгнании
В первой редакции «Каталога аббатов Нонантолы» сообщается, что король Дезидерий, сменивший в 756 году на престоле Лангобардского королевства Айстульфа, удалил Ансельма из аббатства. На основании сохранившейся копии с оригинала хартии этого короля, изгнание произошло не ранее 758 года (возможно, в 760 или 761 годах). Возможно, оно было связано с анти-византийскими настроениями Ансельма. Вместо изгнанного настоятеля Дезидерий поставил аббатом Нонантолы своего протеже, некоего Сильвестра. О нём сообщается в хартии наследного принца Адельхиза от 771/772 года, но его имя отсутствует в «Каталоге аббатов Нонантолы», в котором в это время настоятелем назван некий пресвитер Вигиланций (или Валентин), якобы, местоблюститель должности главы обители во время отсутствия Ансельма.
Согласно более позднему варианту жития Ансельма, святой семь лет провёл в монастыре Монтекассино. Только после поражения Дезидерия в войне с королём франков Карлом Великим в 774 году святой смог возвратиться в Нонантолу. Вероятно, автор жития ошибся в исчислении лет, проведённых святым в Монтекассино: согласно историческим источникам, этот период не мог быть менее четырнадцати лет.

### Возвращение в Нонантолу

Нонантола — один из церковных центров Франкской империи

По свидетельству одной средневековой хроники, приписываемой жившему в XI веке нотарию Родольфо, вернувшись в Нонантолу, Ансельм быстро наладил сотрудничество с новым правителем Италии. Согласно этому источнику, после взятия Павии Карл Великий направил на подчинение всё ещё сопротивлявшегося города Брешиа своего приближённого Исмонда. Тот же обратился за помощью к Ансельму Нонатолскому, прося того убедить Потона, герцога Брешии и племянника короля Дезидерия, и брешианского епископа Ансоальда подчиниться воле короля франков и прекратить сопротивление. Однако миссия Ансельма, посетившего лидеров мятежников, не увенчалась успехом.
Несмотря на эту неудачу, во время правления Карла Великого Нонантолское аббатство получило от этого правителя Франкского государства ряд привилегий и пожалований. Одна из дарственный хартий была дана королём Ансельму вскоре после пленения Дезидерия, другая — в 776 году.
После возвращения в Нонантолу Ансельм снова стал настоятелем этого аббатства. При нём число монахов, проживавших в обители, достигло тысячи ста сорока, что, вероятно, является преувеличением автора жития святого. В каталоге архива Нонантолского аббатства, составленном около 1000 года, сообщалось о приобретении Ансельмом нескольких рукописей.

### Посмертное почитание
Будучи аббатом в течение пятидесяти лет, Ансельм скончался в Нонантоле 3 марта 803 года. Его тело было похоронено в монастырской церкви. В Нонантоле и Чивидале-дель-Фриули он до сих пор почитается как святой покровитель этих городов.
Согласно «Римскому мартирологу», день памяти святого Ансельма Нонантолского отмечается католиками 3 марта.